# Chongzhou
Chongzhou är en stad på häradsnivå som lyder under provinshuvudstaden Chengdus stad på prefekturnivå i Sichuan-provinsen i sydvästra Kina.